# Juan Pedrero
Juan Pedrero García, né le 27 février 1978 à Canet de Mar est un pilote espagnol de rallye-raid et de moto-cross.

## Palmarès

### Résultats au Rallye Dakar
- 2009 : 42e
- 2010 : 10e
- 2011 : 5e
- 2012 : abandon
- 2013 : 5e
- 2014 : 21e vainqueur de la 4e étape
- 2015 : abandon
- 2016 : abandon
- 2017 : 13e (1 étape)
- 2018 : 11e
- 2019 : abandon
- 2020 : 16e
- 2021 : 15e
- 2022 : 20e
- 2023 : 23e

### autres Rallyes
- Rallye de Sardaigne
  - vainqueur en 2016